# Rasenbinsen
Rasenbinsen oder Haarbinsen (Trichophorum), in der Schweiz Haarried genannt, sind eine Pflanzengattung innerhalb der Familie der Sauergrasgewächse (Cyperaceae).

## Beschreibung

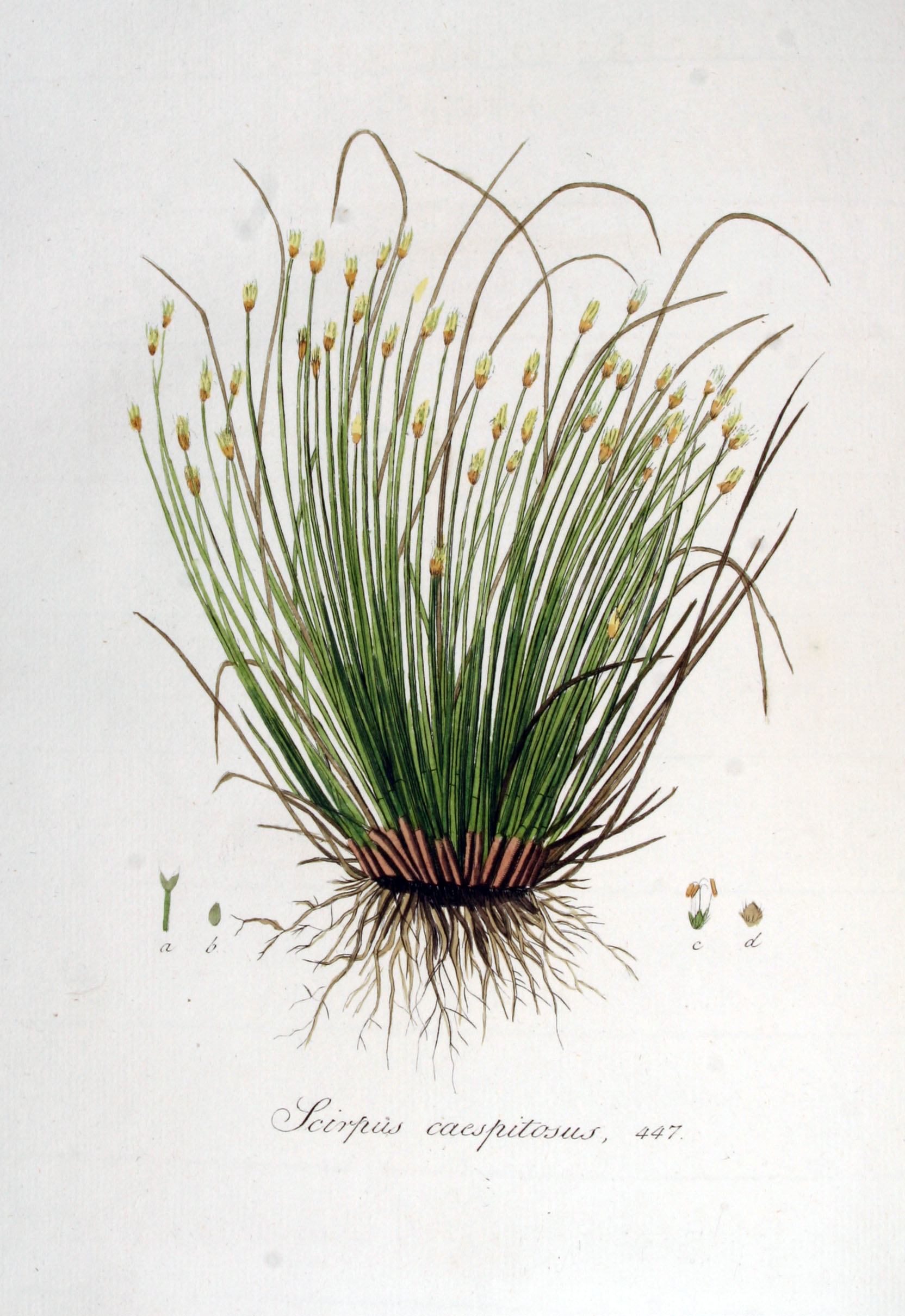
Illustration aus Flora Batava, Volume 6 der Rasenbinse (Trichophorum cespitosum)

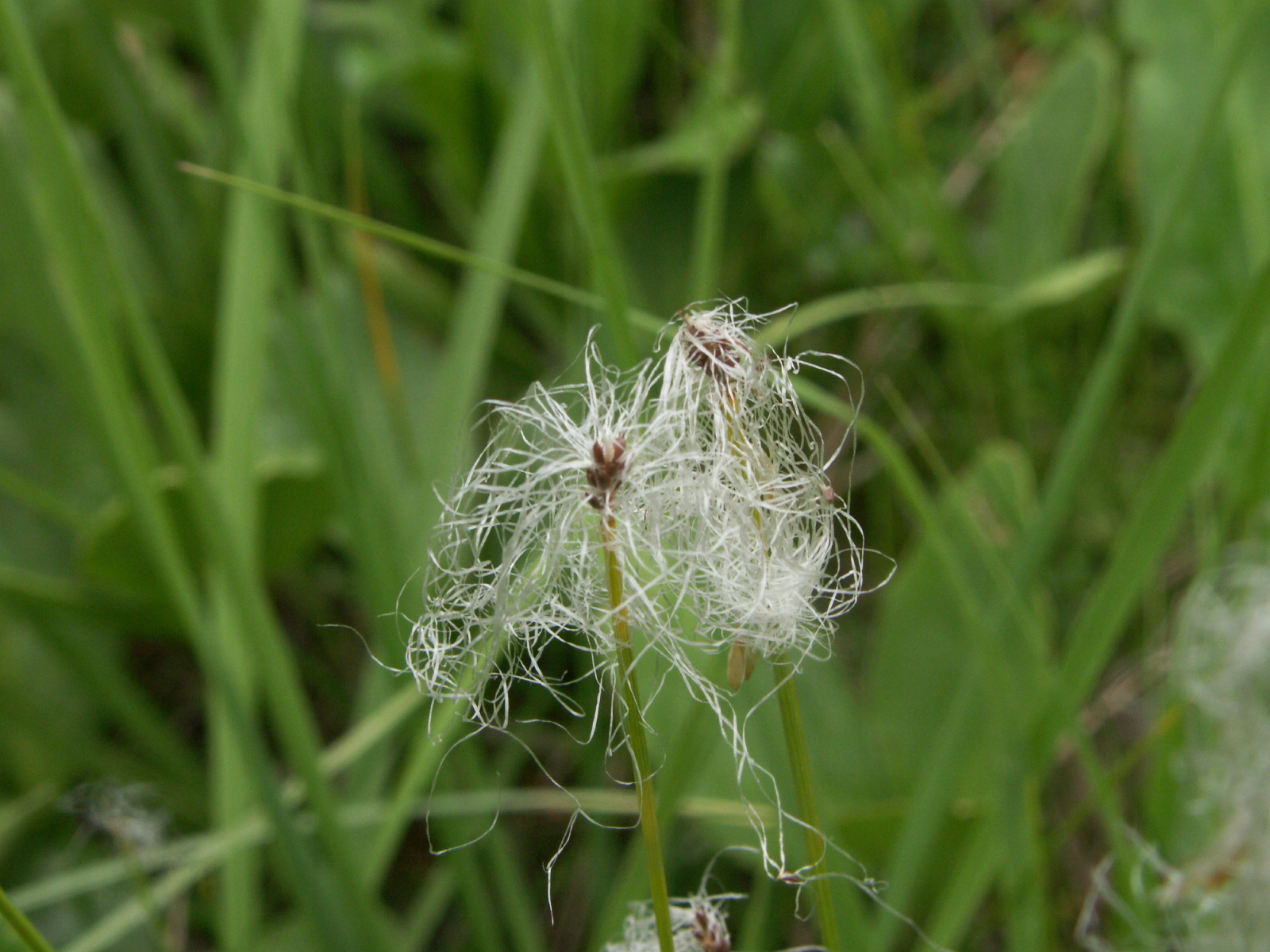
Alpen-Rasenbinse (Trichophorum alpinum) in einem Zwischenmoor in Litauen

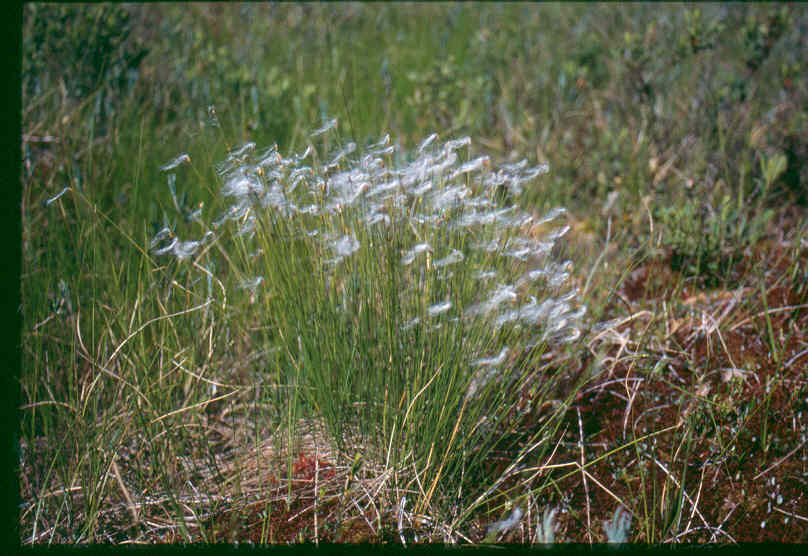
Alpen-Rasenbinse (Trichophorum alpinum)

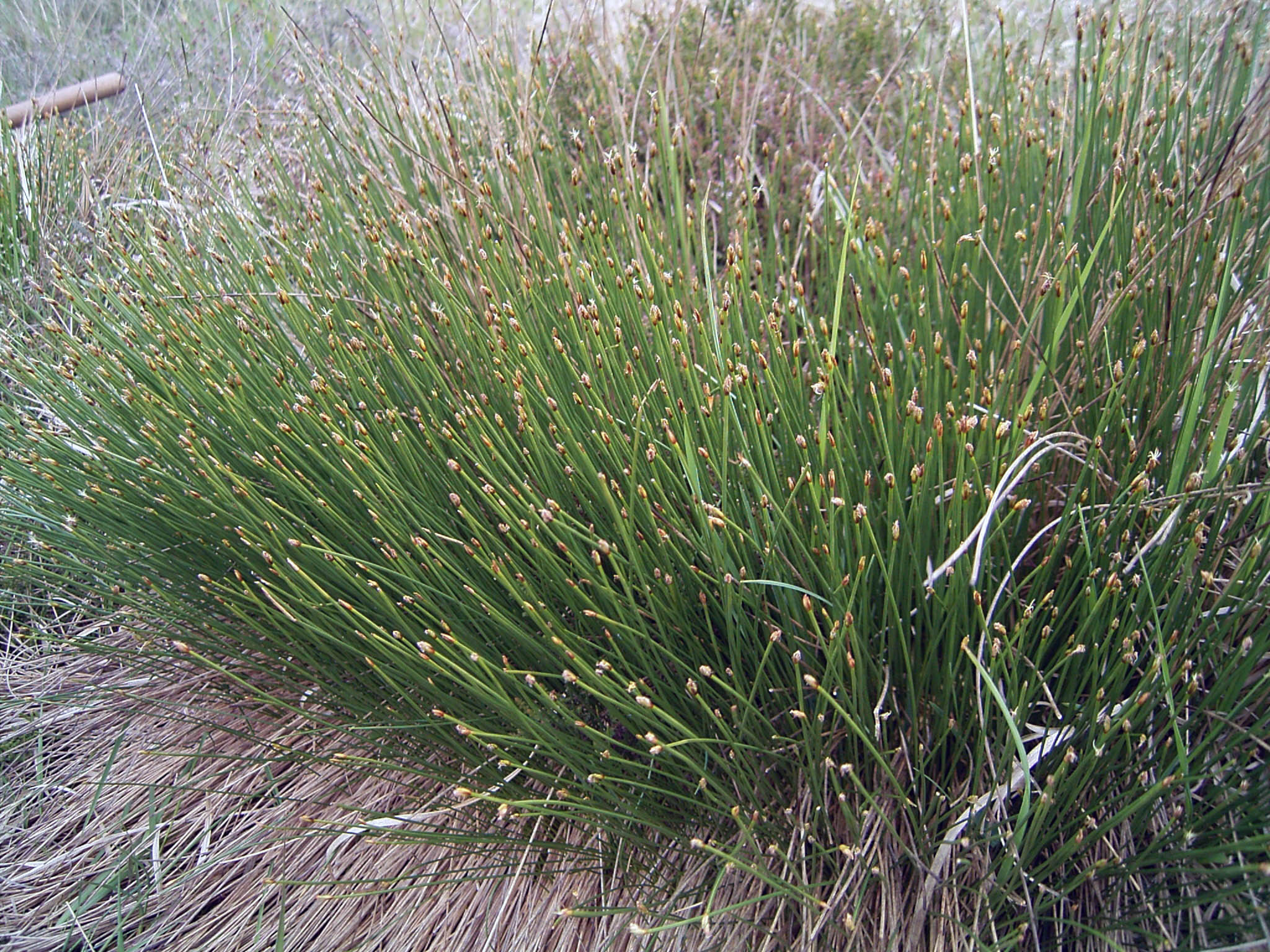
Deutsche Rasenbinse (Trichophorum cespitosum subsp. germanicum) in einem Hochmoorrest in Nordwestdeutschland

### Vegetative Merkmale
Rasenbinsen-Arten sind ausdauernde krautige Pflanzen. Es werden Horste gebildet und manche Arten bilden auch Rhizome. Die Halme sind dreikantig oder rund.
Die Blätter stehen grundständig oder annähernd grundständig. Die Blattscheiden tragen keine Blattspreiten, die im oberen Bereich stehenden Blattscheiden können bis 5 Millimeter lange Spreiten tragen. Die Blattscheiden sind nicht faserig. Blatthäutchen sind vorhanden.

### Generative Merkmale
Die Blütenstände sind endständig und bestehen aus einem Ährchen. Das einzige  Involucralblatt ist schuppenförmig, die Spitze ist zugespitzt oder trägt eine Granne. Das Ährchen besteht aus drei bis neun spiralig angeordneten Schuppen, von denen jede eine Blüte trägt. Die Blüten sind zwittrig. Die Blütenhülle besteht aus null bis sechs geraden Borsten, die bis zu 20-mal länger als die Achäne sein können. Es gibt drei Staubblätter. Die Griffel sind gerade, dreilappig, ihre Basis ist haltbar.
Die Achänen sind dreikantig bis plan-konvex.

## Systematik und Verbreitung
Die Gattung Trichophorum wurde 1805 durch Christian Hendrik Persoon in Synopsis Plantarum: seu Enchiridium botanicum ..., 1, Seite 69 aufgestellt. Synonyme für Trichophorum Pers. sind seit 2019: Cypringlea M.T.Strong, Eriophorella Holub, Kreczetoviczia Tzvelev, Leucocoma Rydb., Neoscirpus Y.N.Lee & Y.C.Oh, Oreobolopsis T.Koyama & Guagl.
Die Arten der Gattung Trichophorum wurde früher als Sektion Baeothryon innerhalb der Gattung Scirpus geführt. 2019 kamen Arten aus den Gattungen Cypringlea M.T.Strong, Eriophorella Holub sowie Oreobolopsis T.Koyama & Guagl. hinzu.
Die Gattung ist circumpolar bis circumboreal verbreitet, kommt aber auch in den Anden und in den tropischen Gebirgen Südostasiens vor.
Es gab etwa zwölf, aber seit 2019 21 Arten:
- Alpen-Rasenbinse (Trichophorum alpinum (L.) Pers., Syn.: Scirpus hudsonianus (Michx.) Fern.): Sie gedeiht in den gemäßigten Gebieten der Nordhalbkugel[2] und kommt auch in Mitteleuropa vor.[1]
- Trichophorum analecta (Beetle) Lév.-Bourret & J.R.Starr: Diese Neukombination erfolgte 2019. Sie kommt in Mexiko vor.[2]
- Rasenbinse (Trichophorum cespitosum (L.) Hartman, Syn.: Scirpus cespitosus L.): Gemäßigte Gebiete der Nordhalbkugel[2], mit zwei Unterarten, auch in Mitteleuropa[1]
  - Gewöhnliche Rasenbinse (Trichophorum cespitosum (L.) Hartman subsp. cespitosum): Gemäßigte Gebiete der Nordhalbkugel.[2]
  - Deutsche Rasenbinse (Trichophorum cespitosum subsp. germanicum (Palla) Hegi, Syn.: Scirpus cespitosus subsp. germanicus (Palla) Broddeson): Westeuropa.[2]
  - Trichophorum cespitosum nothosubsp. foersteri Swan (Syn.: Trichophorum × foersteri (Swan) D.A. Simpson)[3] = Trichophorum cespitosum subsp. cespitosum × Trichophorum cespitosum subsp. germanicum: Westeuropa.[2]
- Trichophorum clementis (M.E.Jones) S.G.Sm.: Sie kommt in Kalifornien vor.[2]
- Trichophorum clintonii (A.Gray) S.G.Sm.: Sie ist von Kanada bis in die nördlichen USA verbreitet.[2]
- Trichophorum coahuilense (Svenson) Lév.-Bourret & J.R.Starr: Diese Neukombination erfolgte 2019. Dieser Endemit kommt nur im westlichen Teil des mexikanischen Bundesstaates Coahuila vor.[2]
- Trichophorum dioicum (Y.N.Lee & Y.C.Oh) J.Jung & H.K.Choi: Diese Neukombination erfolgte 2010. Sie kommt in Südkorea vor.[2]
- Trichophorum distigmaticum (Kük.) T.V.Egorova: Sie kommt von Tibet bis ins zentrale China vor.[2][4]
- Trichophorum dolichocarpum Zakirov: Sie kommt in Zentralasien vor.[2]
- Trichophorum evadens (C.D.Adams) Lév.-Bourret & J.R.Starr: Diese Neukombination erfolgte 2019. Sie kommt im mexikanischen Bundesstaat Chiapas vor.[2]
- Trichophorum filipes (C.B.Clarke) Lév.-Bourret & J.R.Starr: Diese Neukombination erfolgte 2019. Sie kommt im südöstlichen China vor.[2]
- Trichophorum inversum (Dhooge & Goetgh.) Lév.-Bourret & J.R.Starr: Diese Neukombination erfolgte 2019. Sie kommt von Ecuador bis Peru vor.[2]
- Trichophorum mattfeldianum  (Kük.) S.Yun Liang: Sie kommt von China bis Vietnam vor.[2][4]
- Trichophorum planifolium (Spreng.) Palla: Sie kommt in Kanada und den USA vor.[2]
- Zwerg-Haarbinse (Trichophorum pumilum (Vahl) Schinz & Thell.: Syn.: Scirpus pumilus Vahl): Die zwei Unterarten sind in den gemäßigten Gebieten der Nordhalbkugel verbreitet:[2]
  - Trichophorum pumilum (Vahl) Schinz & Thell. subsp. pumilum: Sie ist von Europa bis zum Himalaja verbreitet;[2][4] sie kommt auch in Mitteleuropa in der Schweiz (Graubünden, Wallis) und in Südtirol (westliches Vinschgau) vor.[1][5]
  - Trichophorum pumilum subsp. rollandii (Fernald) Roy L.Taylor & MacBryde: Sie kommt in Nordamerika von Alaska bis in die westlichen USA vor.[2]
- Trichophorum rigidum (Steud.) Goetgh., Muasya & D.A. Simpson: Die zwei Unterarten kommen in Südamerika vor:[2]
  - Trichophorum rigidum subsp. ecuadoriense Dhooge & Goetgh.: Sie kommt in Ecuador vor.[2]
  - Trichophorum rigidum subsp. rigidum: Sie ist vom zentralen Peru bis ins nordwestliche Argentinien verbreitet.[2]
- Trichophorum scabriculme (Beetle) J.R.Starr, Lév.-Bourret & B.A.Ford: Diese Neukombination erfolgte 2019. Sie kommt in Vietnam vor.[2]
- Trichophorum schansiense Hand.-Mazz.:[2] Sie gedeiht in Felsspalten unterhalb von 700 Metern in China nur in Fangshan in Beijing sowie Yangcheng in Shanxi.[4]
- Trichophorum subcapitatum (Thwaites & Hook.) D.A.Simpson: Sie gedeiht im subtropischen bis tropischen Asien.[2][4]
- Trichophorum tepaliferum (T.Koyama & Guagl.) Lév.-Bourret & J.R.Starr: Diese Neukombination erfolgte 2019. Sie kommt vom südlichen-zentralen Ecuador über Peru bis Bolivien vor.[2]
- Trichophorum uniflorum (Trautv.) Malyschev & Lukitsch.: Sie kommt von Sibirien bis Russlands Fernem Osten vor.[2]